# Post (Adelsgeschlecht)

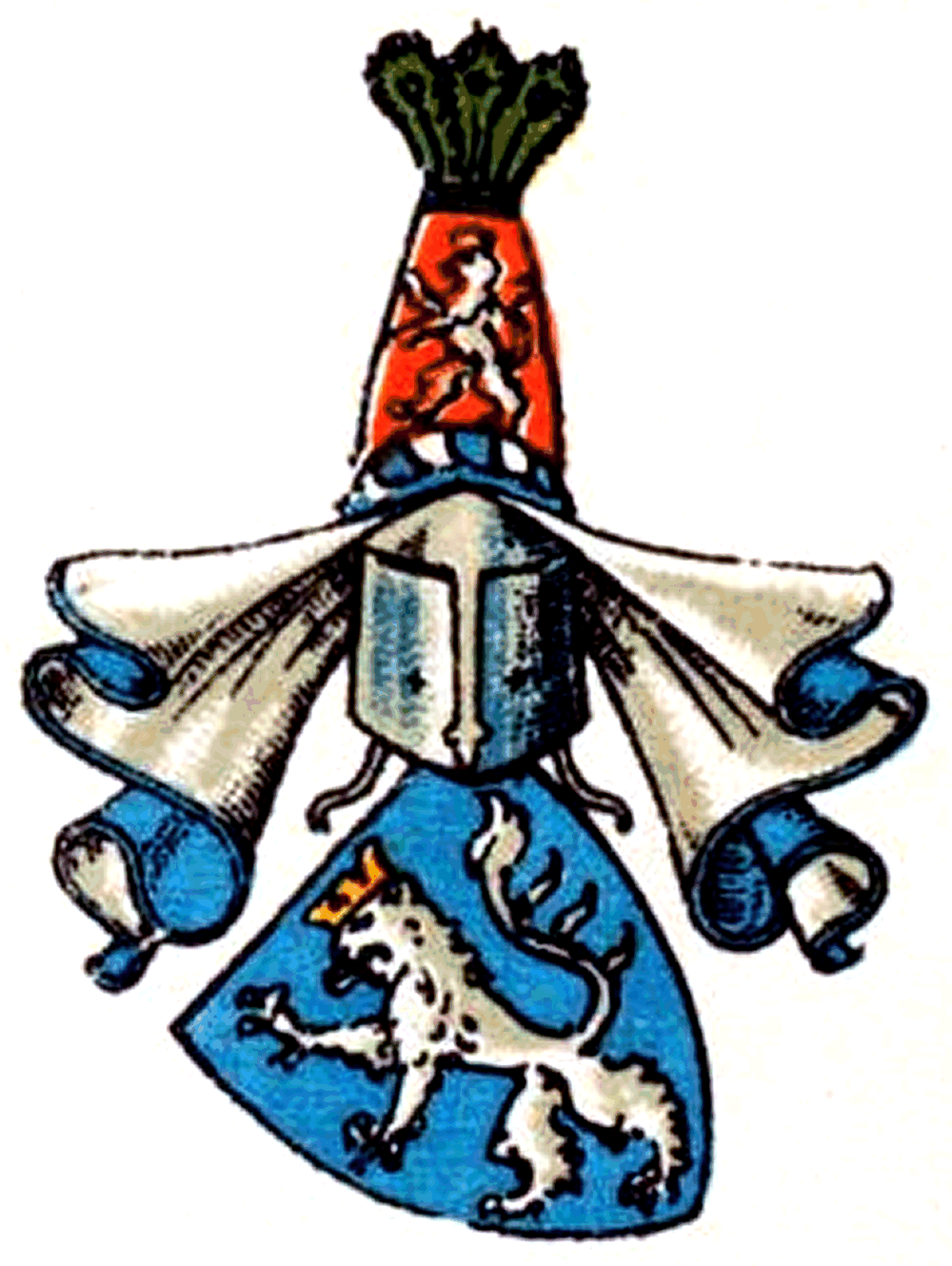
Wappen derer von Post

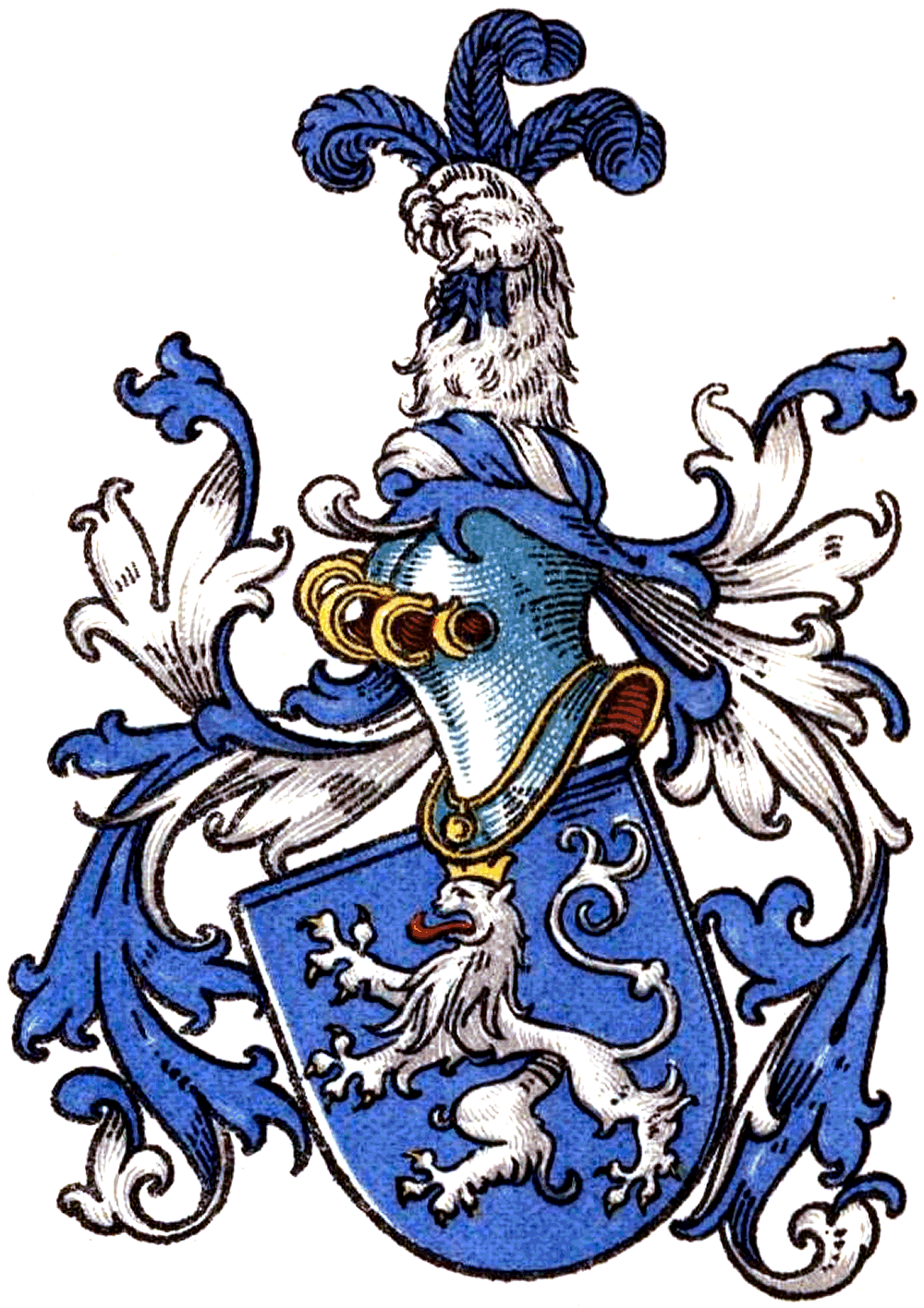
Wappen derer von Post

Post ist der Name eines westfälisch-niedersächsischen Uradelsgeschlechts aus der Grafschaft Schaumburg, das später in Skandinavien ansässig wurde.

## Geschichte
Das Geschlecht erscheint erstmals urkundlich 1220–1241 mit dem Ritter Fridericus Post, mit dem auch die Stammreihe beginnt. Mehrere Domherren aus diesem Geschlecht sind am Mindener Domkapitel beurkundet.
Der schwedische Oberstleutnant Wilhelm Moritz von Post auf Burg Bodenengern (Auetal), Gut Posteholz (bis 1764 im Besitz der Familie) und Gut Bosfeld (heute zu Rheda-Wiedenbrück, bis 1647) wurde im Jahr 1664 in die Adelsklasse der schwedischen Ritterschaft introduziert.
Der kaiserliche Kapitän August Otto von Post wurde am 13. August 1793 in den böhmischen Freiherrenstand erhoben.
Die Immatrikulation bei der Adelsklasse der Finnländischen Ritterschaft erfolgte am 28. Januar 1818 für den schwedischen Oberstleutnant Johan Adolf von Post auf Pockar. Der finnische Zweig starb 1855 aus.
Schloss Rockelstad in Södermanlands län gehört seit 1973 den von Post.

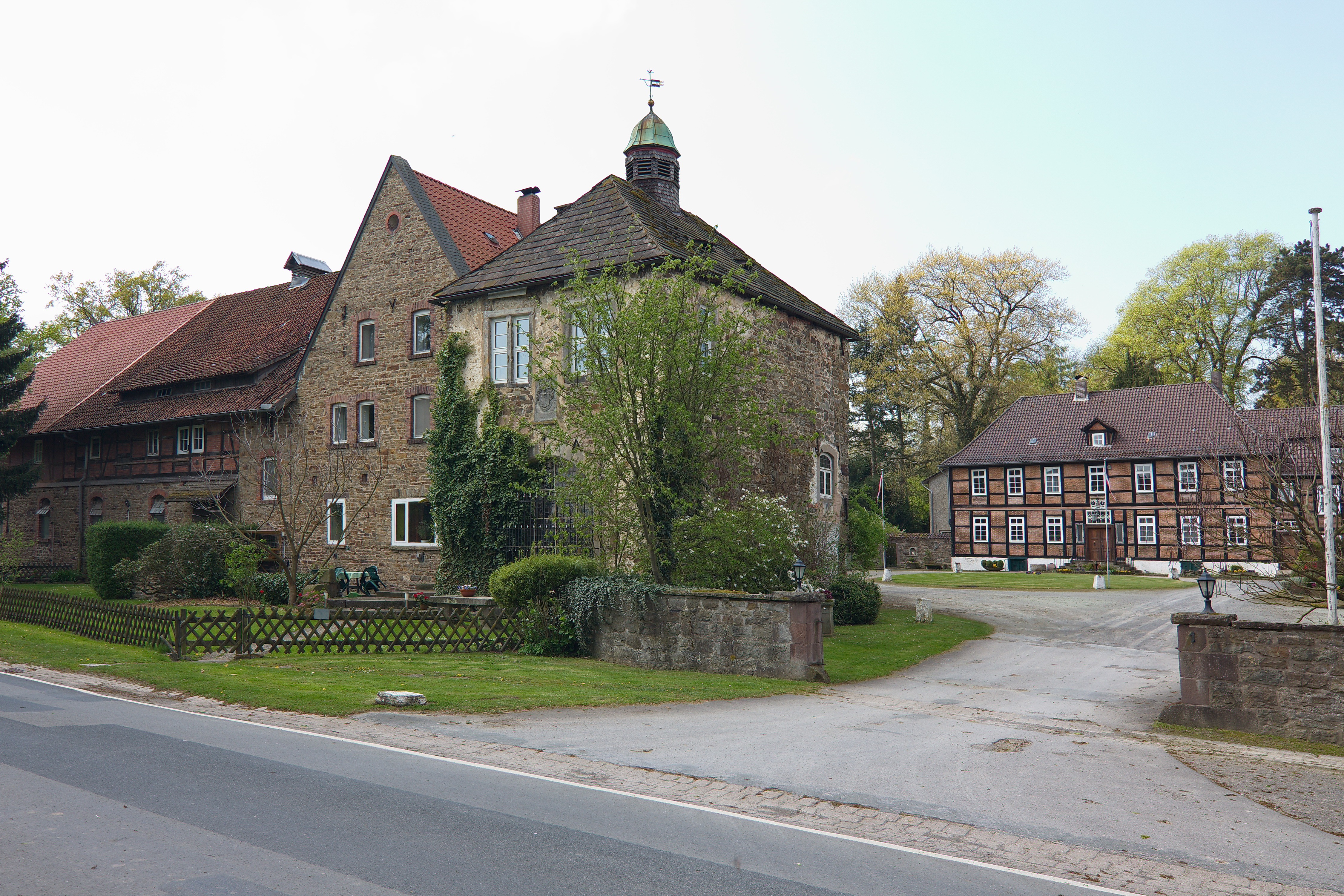
Posteholz
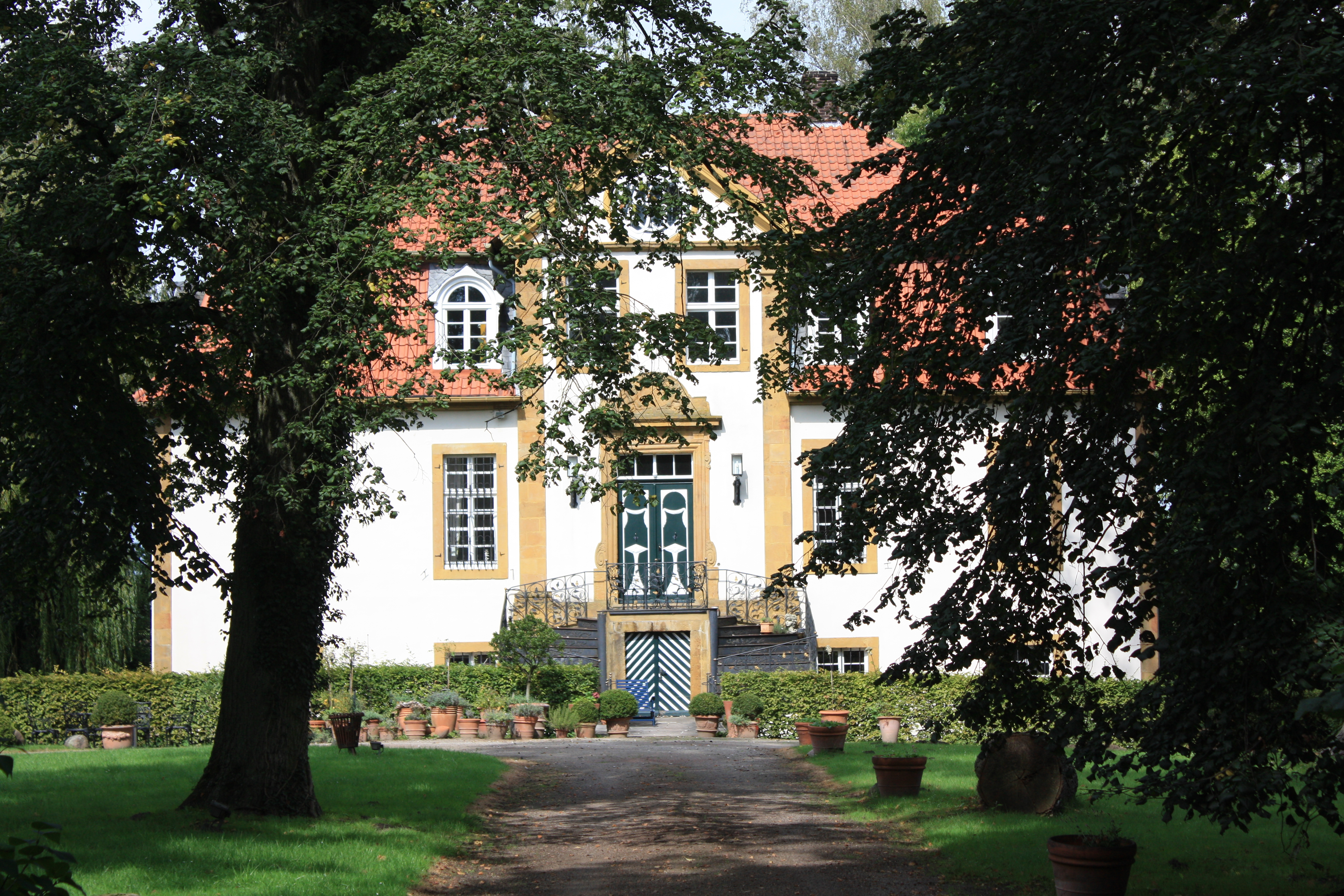
Bosfeld
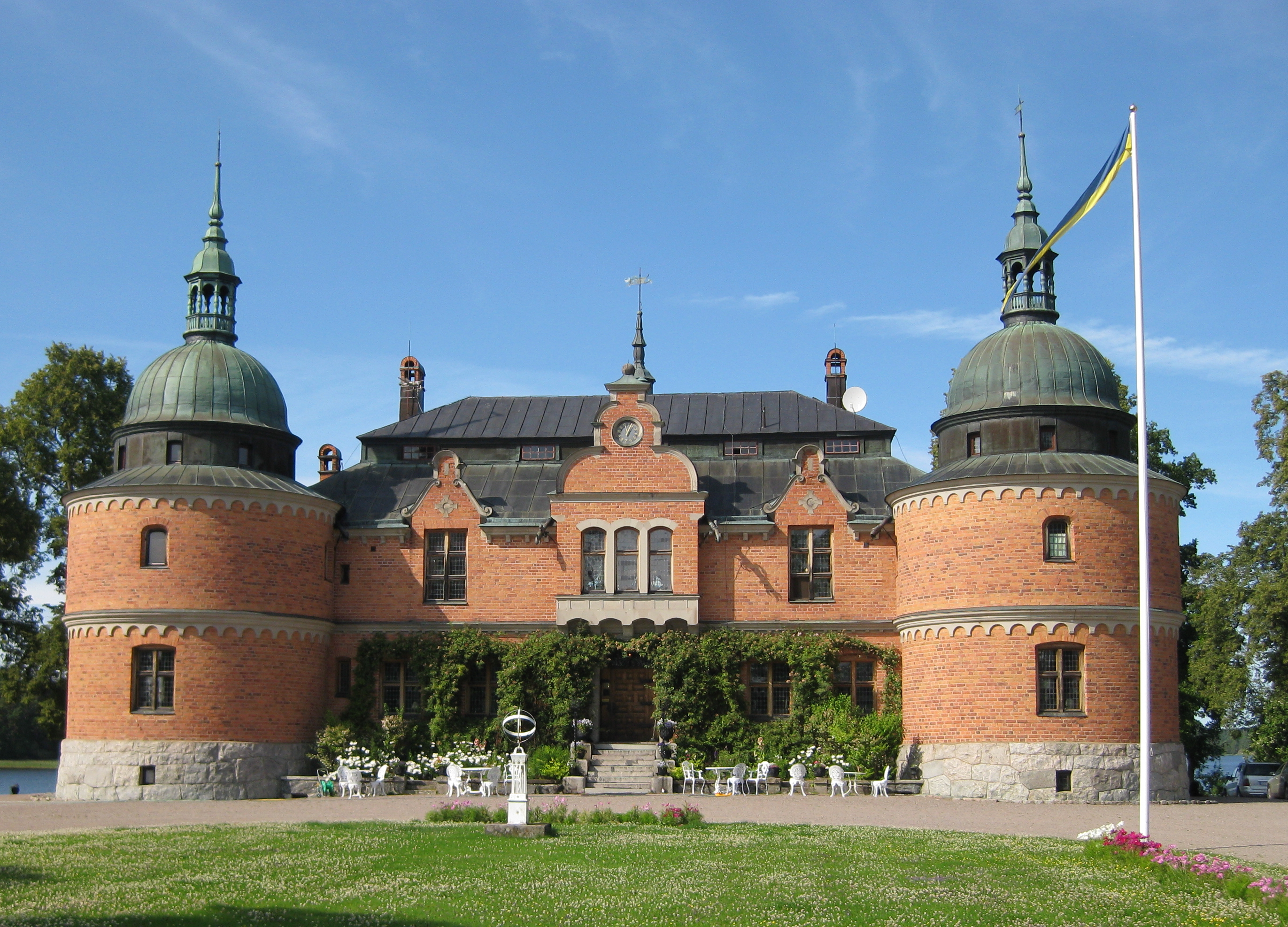
Rockelstad, Schweden

## Wappen
Das Wappen zeigt in Blau einen gekrönten silbernen Löwen. Auf dem Helm mit blau-silbernen Helmdecken der Löwe vor einer mit drei (fünf) Pfauenfedern besteckten blauen (auch roten oder silbernen) Säule. Im Wappenbuch des Westfälischen Adels hält als Helmzier eine silberne Löwentatze drei blaue Straußenfedern.

### Wappen in Schweden

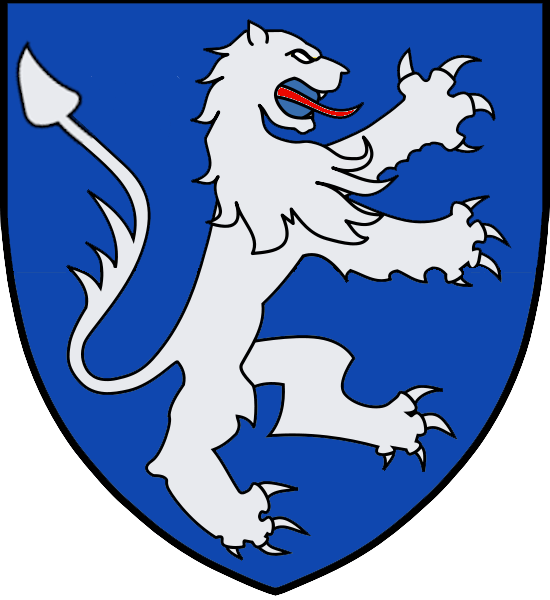
Wappen derer von Post in Schweden, zeigt in Blau einen nicht gekrönten silbernen Löwen

Das Wappen in Schweden zeigt in Blau einen nicht gekrönten silbernen Löwen.

## Personen
- Joseph Casimir Karl von Post (1803–?), Oberst und kurhessischer Abgeordneter
- Hampus von Post (1822–1911), schwedischer Agrarwissenschaftler und Geologe
- Hermann Lothar von Post († 1674), münsterländischer General
- Lennart von Post (1884–1951), schwedischer Geologe